# Le signore di Hollywood
Le signore di Hollywood (Jackie Collins' Hollywood Wives) è una miniserie televisiva statunitense basata sull'omonimo romanzo del 1983 di Jackie Collins.

## Trama
La serie si concentra sulla vita delle mogli delle star di Hollywood, il loro gusto per il lusso, le loro auto decenti, i loro acquisti presso i più grandi couturier, le loro uscite nei più grandi ristoranti.